# Dálnice 7
Die Dálnice 7 (tschechisch für „Autobahn 7“) ist eine Autobahn in Tschechien und bildet die Verbindung zwischen Prag und dem Raum Chomutov.
Die D7 beginnt an der Anschlussstelle Flughafen Prag, wo sie aus der Trasse des Autobahnrings von Prag hervorgeht. An ihrem nördlichen Ende bei Chomutov geht sie in die Silnice I/7 über, die zum Grenzübergang Reitzenhain führt. Dort schließt sich die Bundesstraße 174 an, die weiter nach Chemnitz verläuft.

## Planungsgeschichte
Mit Beschluss der Regierung der ČSSR Nr. 286 vom 10. April 1963 wurde der Bau einer Schnellstraße R7 festgelegt. Zur Anbindung des neuen Prager Flughafens und der Industriestadt Kladno erfolgte der Ausbau der Verbindung Praha – Slaný. Nach dem Ende der ČSFR genehmigte die Regierung der Tschechischen Republik durch Beschluss Nr. 741 vom 21. Juli 1999 erneut die Errichtung der Schnellstraße R7. Vorgesehen war jedoch zunächst nur der Bau einer Fahrbahn mit dem Querschnitt R11,5 von Slaný bis zur deutschen Grenze. In Abhängigkeit vom Verkehrsaufkommen sollte später eine zweite Richtungsfahrbahn hinzukommen. Im Zusammenhang mit der Abschaffung der Regelquerschnitte 11,5 und 22,5 wurde schließlich aber festgelegt, dass die Schnellstraße R7 vierstreifig zu bauen ist. Doch mit dem Änderungsgesetz Nr. 268/2015 wurde die R7 mit Wirkung zum 1. Januar 2016 zur Dálnice 7 umklassifiziert.

## Bau und fertiggestellte Abschnitte

### Abschnitt Praha – Slaný
Bereits zwischen 1962 und 1964 war im Anschluss an die Prager Ausfallstraße Ul. Evropská ein Teilabschnitt der Silnice I/7 bis zum Flughafen Praha-Ruzyně neu errichtet worden. Bei dem ab den 1970er Jahren beginnenden Aus- und Neubau der Silnice I/7, der schrittweise bis 1989 von Praha nach Slaný erfolgte, wurde diese Trasse mit einbezogen. Aufgrund des ungenügenden Ausbauzustandes zwischen der AS Ruzyně und nördlich der AS Aviatická ist der Abschnitt lediglich als Silnice I/7 gewidmet und nicht als Dálnice 7. Zudem soll südlich der AS Aviatická ein Autobahndreieck mit der Dálnice 0 (Prager Autobahnring) entstehen. Die Teilstrecke AS Ruzyně bis zum neuen Autobahndreieck Přední Kopanina wird dann zur Dálnice 0 ausgebaut. Im Einzelnen sind zwischen Praha und Slaný-Süd folgende Teilabschnitte dem Verkehr übergeben bzw. in Planung:
| Abschnitt | Länge                         | Status                       | Baubeginn     | Fertigstellung | Querschnitt | Entwurfs- geschwindigkeit | Sonstiges                                                                                      |
| --- | ----------------------------- | ---------------------------- | ------------- | -------------- | ----------- | ------------------------- | ---------------------------------------------------------------------------------------------- |
| Autobahndreieck Přední Kopanina (Dálnice 0) – AS Aviatická, 2. Bauabschnitt (einschließlich Ausbau der D 0 ab AS Ruzyně bis AD Přední Kopanina) | 1,443 km (davon D7: 0,680 km) | Genehmigung des Projektplans | geplant: 2026 | geplant: 2028  | D41,5       | 100                       | Abschnitt Ruzyně − Kněževes (6 km) wurde bereits 1972 mit Sonderquerschnitt 22,5/100 ausgebaut |
| Autobahndreieck Přední Kopanina (Dálnice 0) – AS Aviatická, 1. Bauabschnitt ab Stadtgrenze Praha                                                | 1,080 km                      | Baufreigabe                  | geplant: 2024 | geplant: 2026  | R25,5       | 80                        | Abschnitt Ruzyně − Kněževes (6 km) wurde bereits 1972 mit Sonderquerschnitt 22,5/100 ausgebaut |
| AS Aviatická (Stadtgrenze Praha) – Kněževes | 0,950 km                      | unter Verkehr                | 1971          | 1972           | S22,5       | 100                       | Umbau AS Kněževes in Regelquerschnitt 33,5/130 (geplant)                                       |
| Kněževes – Středokluky | 2,450 km                      | unter Verkehr                | 1972          | 1973           | S22,5       | 100                       | Umbau AS Středokluky in Regelquerschnitt 33,5/130 (geplant)                                    |
| Středokluky – Koníčkův Mlýn (bei Makotřasy) | 1,500 km                      | unter Verkehr                |               | 1975           | S22,5       | 100                       | AS Koníčkův Mlýn (heute: AS Buštěhrad) wurde 1976 fertiggestellt                               |
| Koníčkův Mlýn – Bouchalka | 2,400 km                      | unter Verkehr                |               | 1979           | S22,5       | 100                       |                                                                                                |
| Bouchalka – Stehelčeves | 1,000 km                      | unter Verkehr                |               | 1982           | S24,5       | 100                       |                                                                                                |
| Stehelčeves – Brandýsek | 3,000 km                      | unter Verkehr                |               | 1984           | R24,5       | 100                       |                                                                                                |
| Brandýsek – Knovíz | 1,700 km                      | unter Verkehr                |               | 1987           | R24,5       | 100                       |                                                                                                |
| Knovíz – AS Slaný-jih (heute: AS Knovíz) | 1,450 km                      | unter Verkehr                |               | 1989           | R24,5       | 100                       |                                                                                                |

Die Teilabschnitte der D 7 zwischen der AS Kněževes und der AS Knovíz (Ausfahrten 3–18) sind mautpflichtig.

### Abschnitt Slaný – Chomutov
Der Aus- und Neubau des sich anschließenden Abschnitts zwischen Slaný und Chomutov vollzog sich indes erst ab den 1990er Jahren. Zunächst konzentrierten sich die Arbeiten auf die Schaffung einbahniger Ortsumgehungen, die jedoch für den Anbau einer zweiten Richtungsfahrbahn bereits vorbereitet wurden. Es entstanden beispielsweise zwischen 1995 und 1998 die Umfahrung von Slaný, 1997 die Umgehung von Třebíze und 1999 von Louny. Mit der Entscheidung zur Ausführung beider Richtungsfahrbahnen wurden die Umgehung von Sulce und von Toužetín sowie der Abschnitt zwischen Bitozeves und Chomutov in den 2000er Jahren begonnen. Die Ortsumfahrung von Sulce konnte zwar 2009 bereits fertiggestellt werden, erhielt jedoch bis 2021 bis zur Übergabe der Umgehung Panenský Týnec nur den Status einer Kraftfahrstraße. Die Fertigstellung des Gesamtabschnitts dauert bis heute an:
| Abschnitt                              | Länge    | Status                  | Baubeginn      | Fertigstellung | Querschnitt | Entwurfs- geschwindigkeit | Sonstiges |
| -------------------------------------- | -------- | ----------------------- | -------------- | -------------- | ----------- | ------------------------- | --- |
| AS Knovíz – AS Slaný-západ             | 6,490 km | planfestgestellt        | geplant: 2024  | geplant: 2026  | D25,5       | 110                       | Tank- und Rastanlage Netovice (Südseite, Richtung Praha) geplant (vorauss. Fertigstellung 2027)                                                                         |
| AS Slaný-západ – Kutrovice             | 3,350 km | Baufreigabe             | geplant: 2024  | geplant: 2026  | D25,5       | 110                       | |
| Kutrovice – Panenský Týnec             | 6,760 km | Baufreigabe             | geplant: 2024  | geplant: 2026  | D25,5       | 110                       | |
| Ausbau der Ortsumgehung Panenský Týnec | 3,500 km | unter Verkehr           | September 2019 | Dezember 2021  | R25,5       | 110                       | |
| Ortsumgehung Sulec                     | 2,520 km | unter Verkehr           | April 2008     | November 2009  | R25,5       | 100                       | |
| Ausbau bei Chlumčany                   | 4,448 km | unter Verkehr           | Februar 2022   | Juni 2024      | D25,5       | 120                       | zweibahnig unter Verkehr seit 18. Dezember 2023, Brücken und Anschlussstelle bis Juni 2024 einbahnig; geplanter PWC Smolnice beidseitig (vorauss. Fertigstellung: 2025) |
| Ausbau der Ortsumgehung Louny          | 6,130 km | unter Verkehr           | August 2020    | September 2023 | D25,5       | 100                       | |
| Ausbau der Ortsumgehung Postoloprty    | 4,848 km | genehmigter Projektplan | geplant: 2025  | geplant: 2028  | D25,5       | 100                       | |
| Postoloprty – AS Bitozeves             | 3,770 km | unter Verkehr           | September 2016 | August 2018    | R25,5       | 100                       | |
| AS Bitozeves – AS Vysočany             | 5,779 km | unter Verkehr           | April 2008     | Oktober 2009   | R25,5       | 100                       | |
| AS Vysočany – AS Droužkovice           | 9,444 km | unter Verkehr           | Juli 2010      | Dezember 2013  | R25,5       | 100                       | geplanter Rastplatz Hrušovany (Richtung Praha) |
| AS Droužkovice – AS Nové Spořice       | 6,391 km | unter Verkehr           | Juni 2010      | Dezember 2013  | R25,5       | 100                       | |

Ab Fertigstellung wird der Abschnitt Louny-východ – Louny-západ (Ausfahrten 45–49) gebührenpflichtig.

### Abschnitt Chomutov – Staatsgrenze CZ/D
Der Abschnitt nördlich von Chomutov bis zur Staatsgrenze nach Deutschland wird nicht zur Autobahn ausgebaut. Hier wurde die Silnice I/7 grundsätzlich mit einem Regelquerschnitt S11,5 bei einer Entwurfsgeschwindigkeit von 70 km/h versehen. Hinzu kommen zwischen Chomutov und Křimov jeweils eine Spur wegen der starken Steigung bzw. des Gefälles; die Richtungsfahrbahnen sind hier getrennt. Die Strecke ist nur teilweise kreuzungsfrei und führt durch die Ortschaft Hora Svatého Šebestiána.